# صبح بخیر آفتاب
صبح بخیر آفتاب (به انگلیسی: Good Morning Sunshine) نام ترانه‌ای استودیویی اثر آکوا که در سال ۱۹۹۷ خوانده شده است.